# GAME (album)
Albums de Perfume
Perfume ~Complete Best~
(2006) ⊿
(2009)
Singles
1. Fan Service (Sweet)
Sortie : 14 février 2007
2. Polyrhythm
Sortie : 12 septembre 2007
3. Baby Cruising Love/Macaroni
Sortie : 26 janvier 2008

GAME (ゲーム, Gēmu, prononcé à l'anglaise) est le premier album studio du groupe de J-pop Perfume. Sorti en 2008, il est le premier album du groupe à être intégralement produit par Yasutaka Nakata, membre fondateur du duo Capsule. Il est également, à ce jour, son succès commercial le plus important en ayant été vendu à plus de 500 000 exemplaires et certifié double disque de platine en mars 2009, onze mois après sa sortie.

## Présentation
Premier album studio original de Perfume, Game sort le 16 avril 2008. La promotion de Game débute en décembre 2006, quelques mois après la sortie de la compilation Complete Best avec la mise en ligne, dans un premier temps, du morceau Twinkle Snow Powdery Snow, puis sa mise en vente physique sur le single Fan Service (Sweet), sorti le 14 février 2007 et qui comporte un autre titre, Chocolate Disco (チョコレイト・ディスコ). La promotion de l'album continue avec la sortie de Polyrhythm en septembre 2007, puis de Baby Cruising Love/Macaroni en janvier 2008.
Lors de sa sortie, l'album est disponible en deux versions ; une simple (1 CD) et une autre comportant divers bonus audiovisuels (1 CD + 1 DVD). En février 2016, une édition limitée du disque sort en format vinyle au sein d'une réédition limitée des albums du groupe parus chez Tokuma Japan.

## Morceaux
L'album contient douze morceaux, tous écrits, arrangés et produits par Yasutaka Nakata et associés, par certains critiques, aux genres pop, techno, synthpop ou EDM,. De fait, Game se distingue des précédentes sorties du groupe en étant marqué par le style particulier de Nakata, mélange d'ambiances technopop (Secret Secret) et de shibuya-kei (Macaroni). Il contient par ailleurs la première chanson du groupe interprétée en langue anglaise, Take me Take me.

## Interprètes
- Yuka Kashino (樫野 有香?)
- Ayaka Nishiwaki (西脇 綾香?)
- Ayano Ōmoto (大本 彩乃?)

## Pistes
CD
Toutes les chansons sont écrites et composées par Yasutaka Nakata.
| No  | Titre                                    | Durée |
| --- | ---------------------------------------- | ----- |
| 1.  | Polyrhythm (ポリリズム)                  | 4:09  |
| 2.  | plastic smile                            | 4:36  |
| 3.  | GAME                                     | 5:06  |
| 4.  | Baby cruising Love                       | 4:41  |
| 5.  | Chocolate Disco (チョコレイト・ディスコ) | 3:46  |
| 6.  | Macaroni (マカロニ)                      | 4:39  |
| 7.  | Ceramic Girl (セラミックガール)          | 4:34  |
| 8.  | Take me Take me                          | 5:28  |
| 9.  | Secret Secret (シークレットシークレット) | 4:57  |
| 10. | Butterfly                                | 5:42  |
| 11. | Twinkle Snow Powdery Snow                | 3:50  |
| 12. | Puppy love                               | 4:33  |

DVD de l'édition limitée
1. Polyrhythm – Version LIVE @LIQUIDROOM 8 Nov. '07
2. SEVENTH HEAVEN – Version LIVE @LIQUIDROOM 8 Nov. '07
3. Macaroni – Original Version
4. Ceramic Girl – Drama Another Version
5. Macaroni – A－CHAN Version
6. Macaroni – KASHIYUKA Version
7. Macaroni – NOCCHI Version